# The Gamblers
The Gamblers is een Amerikaanse dramafilm uit 1929 onder regie van Michael Curtiz. De film is wellicht zoekgeraakt.

## Verhaal
Carvel Emerson en zijn zoon zijn twee oplichters die gokken met de activa van hun firma. De zoon wordt gearresteerd, omdat hij geld wilde investeren dat niet van hem was. De openbare aanklager op zijn proces is bovendien de echtgenoot van zijn ex-liefje Catherine Darwin.

## Rolverdeling
| Acteur            | Personage        |
| ----------------- | ---------------- |
| H.B. Warner       | James Darwin     |
| Lois Wilson       | Catherine Darwin |
| Jason Robards sr. | Carvel Emerson   |
| George Fawcett    | Emerson sr.      |
| Johnny Arthur     | George Cowper    |
| Frank Campeau     | Raymond          |
| Pauline Garon     | Isabel Emerson   |
| Charles Sellon    | Tooker           |